# Кен Македонський
Кен (грец. Κοῖνος, лат. Coenus; *786-†745) — македонський цар династії Аргеадів, що правив у VIII столітті до н. е.
Згідно з Євсевієм Кесарійським, Кен — син засновника Македонського царства Карана, правив 28 років. З високим ступенем впевненості Кен не вважається історичним персонажем, а з'явився ланкою в генеалогічному дереві Аргеадів не раніше IV ст. до н. е. Грецький письменник III ст. до н. е. Сатир згадує Кена як наступника Карана.